# Powiat de Kołobrzeg
Le powiat de Kołobrzeg (en polonais : powiat kołobrzeski) est un powiat appartenant à la voïvodie de Poméranie occidentale dans le nord-ouest de la Pologne.

## Division administrative

Carte du powiat

Le powiat de Kołobrzeg comprend 7 communes :
- 1 commune urbaine : Kołobrzeg ;
- 6 communes rurales : Dygowo, Gościno, Kołobrzeg, Rymań, Siemyśl et Ustronie Morskie.